# Huascaromusca lara
Huascaromusca lara är en tvåvingeart som beskrevs av Bonatto 2005. Huascaromusca lara ingår i släktet Huascaromusca och familjen spyflugor.
Artens utbredningsområde är Venezuela. Inga underarter finns listade i Catalogue of Life.